# 스쿠터 브론
스쿠터 브론(Scooter "Scott Samuel" Braun, 1981년 6월 18일 ~ )은 미국의 연예 기획자이다. 저스틴 비버, 칼리 레이 젭슨 등을 발굴한 것으로 잘 알려져 있다. 엔터테인먼트 및 미디어 회사 SB 프로젝트 창업자, Braun은 특히 Justin Bieber 저스틴 비버, Demi Lovato 데미 로바토, Ariana Grande 아리아나 그란데, Martin Garrix 마틴 게릭스, Psy 싸이, Carly Rae Jepsen 칼리 레이 젭슨, [[Dan + Shay (댄 앤 셰이), Zac Brown Band 잭 브라운 밴드, Kanye West 카니예 웨스트, 및 Tori Kelly 토리 켈리의 전속대표이다. 그는 2016년 (Grammy award)그래미 상 후보자로 선정되었다. Braun은 할리우드 제작자 David Maisel (데이비드 메이젤) 과 더불어 코믹 필름 스튜디오인 Mythos Studios(미소스 스튜디오)의 공동 창업자이기도 하다.
Braun은 Time(타임) 매거진 선정 2013년도에 "세계에서 가장 영향력 있는 인물 100인"이라는 타임 (Time 100) 리스트에 선정되었다. 2018년에 Braun은 투데이가 워싱턴 DC 역사상 단 하루의 시위 중 가장 대규모로 집계된 학생 주도의 시위 (March for Our Lives) 우리 생명을 위한 행진을공동 조직하여 보다 강력한 총기규제법을 촉구했다.

## 어린 시절
Braun은 뉴욕시에서 보수적인 유태인 부모인 Ervin Braun(어빈 브라운)과 Susan(née Schlussel) Braun(수잔 브라운) 사이에 태어났다. Ervin의 부모는 홀로코스트를 "간신히 피한" 다음, 1956년까지 헝가리에 살았다. 소비에트 연방]]이 헝가리 혁명 을 진압하려고 개입하기 직전, 부부는 미국으로 탈출했다. Ervin은 (Queens) 퀸즈에서 자란 후, 치과 의사가 되었고, Susan Schlussel Braun은 치과 교정 의사 가 되었다. 부부는 결혼 후, (Greenwich, Connecticut) 코네티컷주 그리니치에 자리를 잡았다.
Braun은 형제 자매가 4남매이다: Liza(리사), Cornelio(코르넬리오), Sam(샘), 및 아담. (Adam Braun) 은 개발도상국의 학교 건립에 중점을 둔 자선단체인 (Pencils of Promise) 약속의 연필 창립자이다.
Braun은 (Cos Cob, Connecticut) 코네티컷주 코스 콥에서 성장하고 그리니치 고교에 다니며 반장에 선출되었다. 그는 Connecticut Flame(코네티컷 플레임)의 아마츄어 경기연맹에서 13-18세 팀 농구 선수로 활약했다. Braun이 17세일 때, 부모는 전 Mozambique(모잠비크) 주니어 국가대표 팀의 멤버였던 Sam Mahanga(샘 마항가)와 Cornelio Giubunda(코르넬리오 기우분다)를 입양했다. 당시에는 틀어진 경기-농구 프로그램으로 인해 팀이 없어서 Ervin Braun은 올스타 토너먼트를 위해 그들을 뽑았다. Mahanga와 Giubunda는 팬들의 (Heckler) 야유에도 불구하고 Greenwich 고교 농구 팀의 스타가 되었고, 이는 Brauns가에 엄청난 영향을 끼친 경험이었다. Greenwich High School 재학 중, Braun은 역사 경시대회 내셔널 히스토리 데이 의 비디오 다큐멘터리 대회에 홀로코스트 이전, 도중, 그리고 그 이후의 유태인들에 관한 The Hungarian Conflict(헝가리의 갈등)이라는 타이틀의 10분짜리 작품으로 응모하였다. 본 필름은 지역 및 주 대회를 석권하고 전체 성적 3위를 차지했다. Braun의 가족이 이 필름을 (Steven Spielberg) 스티븐 스필버그 감독의 사무실로 보냈는데, 이번에는 그가 Braun의 비디오를 (United States Holocaust Memorial Museum) 미국 홀로코스트 기념 박물관에 제출하였다. Braun은 Spielberg의 확인이 자신의 인생에서 가장 큰 격려의 순간 중 하나였다고 밝혔다.
Braun은 소재 (Emory University) 에모리대학교에 진학하여 2학년까지 대학 농구 팀에서 뛰기도 했다. Dupri(듀프리)가 자신의 음반사 So So Def(소 소 데프)의 마케팅 책임자가 되어 줄 것을 요청하자, 전하는 바에 따르면, Braun은 학위를 취득하지 않고 대학을 중도에 그만두었다고 한다.

## 경력
Braun의 경력은 소재 에모리대학교 재학 중에 행사 준비로부터 시작되었다. 2002년에 Braun은 (Ludacris) 루다크리스와 에미넴이 출연하는 (Anger Management Tour) 앵거 매니지먼트 투어 로 5개 도시 각각에서 애프터 파티를 기획하도록 영입되었다. 힙합의 세계 속으로 진출하자, Braun을 소 소 데프 레코드사 의 책임자인 제작자 (Jermaine Dupri) 저메인 듀프리에게로 이끌어갔다. Dupri가 So So Def에 마케팅 직책으로 합류해 줄 것을 요청할 때는 Braun이 19세였으며, Dupri가 그를 So So Def의 마케팅 전무 자리에 앉혔을 때는 20세였다. 그가 아직 Emory대 2학년이던 시절, Braun은 So So Def에서 근무하며 자신의 행사 홍보사업을 운영하고 있었다. 자신의 대형 이벤트에는 2003 NBA 올스타 게임 행사와 (Britney Spears) 브리트니 스피어스' 오닉스 호텔 투어에 애프터 파티들이 있다. Braun이 So So Def를 떠나 마케팅 비즈니스, 음반사, 및 아티스트 전속대표를 비롯한 개인 벤처사업을 개시하였다. 그는 Ludacris(루다크리스)와 폰티액 간에 $1,200만 캠페인 거래를 중개하여 자신의 마케팅 비즈니스를 시작하였고, Pontiac의 광고에는 노래가 나오는 한편, Ludacris의 1시간에 2마일 뮤직 비디오에는 Pontiac이 나오게 된다.
Braun은 (Ne-Yo) 니-요 노래로 무대에 오른 (유튜브 방송에서 12살짜리 Bieber의 비디오를 보며 Justin Bieber와 처음으로 마주쳤다. Braun은 Bieber의 어머니 Pattie Mallette) 패티 말레트 에게 연락을 취했는데,그녀는 조건 없는 시험기간을 가지기 위해 아이를 Atlanta로 데려오는 데 합의했다. 결국 Braun은 그들을 캐나다에서 미국으로 영구 이주하도록 설득하기에 이르렀다. 보다 나아가 온라인에서 성공한 후, Braun은 Bieber를 어셔 및 (Justin Timberlake) 저스틴 팀버레이크라는 2명의 성공한 아티스트들을 목표로 삼았는데, 모두가 관심을 보였다. 결국은 Usher의 멘토인 음악 감독(음반 제작자) L. A. 리드가 RBMG Records 와의 Island Def Jam 파트너십 체결을 위해 Bieber와 계약했다.

### 영화 및 TV
Braun은 팝스타 Justin Bieber에 관한 다큐멘터리인 Never Say Never(네버 세이 네버)를 제작했고, 이는 2011년 MTV에 "국내 박스오피스 역사상 최고 수익을 올린 음악 다큐멘터리"로서 보고되었다. 본 영화의 예산은 $1,300 만이며, 현재 누계로 최고 수익을 올린 다큐멘터리로서 전 세계에서 $100억의 수익을 기록했다. Braun은 Scorpion (TV series 전갈이라는 CBS TV 시리즈의 제작 책임자이기도 하다. TV 쇼에 올린 그의 첫 시도인 Scorpion은 4계절을 촬영했는데, 2014년 개봉과 동시에 2,600만 뷰를 기록해 선두를 달렸다. 2018년에 Variety(버라이어티)에서 TV 스튜디오 FX는 배우 Kevin Hart(케빈 하트)와 래퍼 (Lil Dicky) 릴 디키가 들어가고 Braun이 제작한 타이틀 없는 코미디의 시험방송용 프로그램을 주문한 사실을 보고했다.

### SB 프로젝트
2007년에 Braun이 SB 프로젝트, 풀서비스 엔터테인먼트 및 마케팅 회사응 확립했는데, 이는 Schoolboy Records(스쿨보이 레코드), SB Management(SB 매니지먼트), 및 Sheba Publishing(시바 퍼블리싱), 송라이팅 회사를 비롯한 다수의 벤처들을 망라한다. 본 그룹은 또한 Braun과 Usher의 합작투자사, RBMG도 포함된다. School Boy Records는 유니버설 뮤직 그룹과 음악 배급에 관한 합의를 이루었다. 2013년 초, 아리아나 그란데는 Scooter Braun의 매니지먼트사와 계약하고, 2016년에는 Grande의 레이블 리퍼블릭 레코드가 확인하기를 Braun이 그녀의 경력 전반을 다루는 주 매니저 역을 담당한다는 것이었다. SB Ventures(SB 벤처스) 또한 Justin Bieber의 2016-2017 퍼포스 월드 투어를 위한 [{캘빈 클라인]] 공개 홍보를 비롯해 TV 캠페인, 브랜딩, 뮤직 라이선스 거래, 및 투어 후원을 취급한다. 당사는 Kanye West(카니예 웨스트)와 스니커 브랜드, 아디다스 간의 파트너십을 중개하기도 했다.
Ithaca Ventures(이타카 벤처스)는 SB Projects를 포함하는 Braun의 지주회사로서 Uber(우버), 스포티파이 및 Editorialist(에디터리얼리스트)에의 투자를 비롯한 벤처 자본용으로 2010년에 $120억의 기록을 올렸다. Fortune (포춘)지의 보고는 Ithaca Ventures는 국내 최대 규모의 음악 매니지먼트사들 가운데 7개사에 지분이 있다고 했다. Media outlets(미디어 아울렛)의 보고는 Ithaca가 2018년도 현재 운용하는 $5억 규모로 Braun과 엔터테인먼트사 경영자 (J.D. Roth) 간의 협업체제로서 대본 없는 라이브 이벤트이며 다큐멘터리 영화를 인수하기 위해 GoodStory Entertainment(굿스토리 엔터테인먼트)를 지원할 것이라는 것이었다.

### Mythos Studios(미소스 스튜디오)
2018년에는 나온 New York Times(뉴욕 타임즈)의 보고는 Braun이 Marvel Studios(마블 스튜디오)의 창립 회장인 데이비드 메이슬과 합류해 Mythos Studios를 세우고 코믹북 영화 프랜차이즈를 실제 연기 및 애니메이션 형식으로 제작한다는 것이었다.

### 수상 경력
Braun은 "떠오르는 Scooter Braun과 기타 파워 플레이어들"이라는 타이틀이 붙은 2012년 8월 11일자 "Forty Under Forty(포티 언더 포티)" 특별호인 빌보드의 표지를 장식하였다. Braun은 2013년 {Time 100) 리스트에 특별히 올라 이채를 띠었다. 그는 또한 2013년 4월 20일자 (Billboard) 커버에 가이 오시어리 및 트로이 카터와 함께 두 번째로 올랐다. 2016년에 Scooter는 LA에서 열린 제12회 연례 MUSEXPO에서 Shazam(샤잠)이 수여하는 “International Music Industry Awards(국제음악산업상)” 시상식에서 “Best Talent Manager(최고의 탤런트 매니저)”상을 획득했다. 2017년에는 Braun이 버라이어티 매거진 히트메이커호와 Success magazine(석세스 매거진)의 감사호의 표지에 모두 등장했다.
2018년, Braun은 그의 박애정신에 입각한 2017년의 노력을 치하하는 Music Biz 2018 Harry Chapin Memorial Humanitarian Award(음악 비즈니스 2018 해리 차핀 기념 인도주의상)의 영광을 누렸다.

## 박애주의
Braun은 Braun Family Foundation(브라운 가족재단)을 비롯하여 다양한 자선사업에 참여하고 있다. Braun이 계약하는 다수의 아티스트들도 다양한 박애주의 구상에 동참하고 있다. Braun은 동생 Adam Braun이 세운 Pencils of Promise(약속의 연필)를 지원하는 것으로 가장 유명하다. 동생은 인도에서 아이에게 바라는 바에 대한 질문의 경험에 영감을 얻었는데, 그 질문에 대한 답은 “연필”이었기에 Adam Braun은 Pencils of Promise를 세워 개발도상국에 학교를 건립하는 활동으로 이어졌다. Braun과 Bieber는 본 기구를 지원하는 일에 함께 하였다. 자선활동을 통해 아시아, 아프리카 및 남미에 200개가 넘는 학교를 세우는 데 힘을 기울여 왔다.. Billboard의 보고는 2017년 현재 Scooter Braun이 고객 및 자신의 회사들과 더불어 본 재단의 역사상 어느 다른 기구보다 메이크어위시 재단의 바라는 바를 더 들어주어 왔다. Scooter Braun은 2016 Billboard Touring Awards(빌보드 투어링 상) 시상식에서 Pencils of Promise, (Make-A-Wish Foundation) 메이크어위시 재단, 및 Fuck Cancer(척 캔서)를 인도주의적으로 지원함 공로를 인정받아 인도주의상을 수상하는 영예를 누렸다.
2017년 Billboard 매거진에서는 Scooter Braun이 차례로 돌아가며 몇 개월 동안 원 러브 맨체스터 자선 콘서트 및 손에 손 잡고 허리케인 구호 자선 장시간 TV 방송을 조직 및 제작하던 때에 그를 일러 음악산업 "first-responder(최초의 대응자)"라 불렀다. 2018년 3월에는 조지 클루니, Braun 그리고 그의 팀은 학생들이 주도하여 워싱턴 DC에서 일으키고 더욱 강력한 총기규제법을 요구하는 시위인 [March for Our Lives]]를 조직하였다. Vox(복스)에서는 그 행진이 Vietnam War(베트남전) 이후로 수도의 역사상에서 가장 큰 규모로 일어난 시위였다고 보고하였다.

## 개인사
2013년 Braun은 캐나다인 보건활동가, 자선가이며 Fuck Cancer의 창립자인, (Yael Cohen) 야엘 코헨 과의 교제를 시작했다. 이 커플은 2014년 7월 6일 (Whistler, British Columbia) 브리티시 컬롬비아주 휘슬러에서 결혼하였다. 2015년 2월 6일, 첫 아이 Jagger Joseph Braun(재거 조셉 브라운)을 로스앤젤레스에서 맞이했다. 둘째 아이 Levi Magnus Braun(레비 매그너스 브라운)은 2016년 11월 29일에 낳았다. CNBC는 Braun이 Uber(우버), Lyft(리프트), Spotify(스포티파이), DropBox(드롭박스), Grab(그랩), 및 Casper(캐스퍼)를 비롯한 다수의 스타트업 기업에 투자한 사실을 전했다.